# Dalopius invidiosus
Dalopius invidiosus là một loài bọ cánh cứng trong họ Elateridae. Loài này được Brown miêu tả khoa học năm 1934.